# Deharvengiurus subargus
Deharvengiurus subargus is een springstaartensoort uit de familie van de Onychiuridae. De wetenschappelijke naam van de soort is voor het eerst geldig gepubliceerd in 1984 door Deharveng & Gouze.